# Lestodiplosis yuccae
Lestodiplosis yuccae är en tvåvingeart som beskrevs av Ephraim Porter Felt 1908. Lestodiplosis yuccae ingår i släktet Lestodiplosis och familjen gallmyggor. Inga underarter finns listade i Catalogue of Life.